# Francesco della Sega
Francesco della Sega (Rovigo, 1528 – Venezia, 26 febbraio 1565) fu un anabattista condannato a morte dall’Inquisizione veneziana.

## Biografia
Nato in una famiglia benestante da Francesca e Bartolomeo della Sega, poté iscriversi all'Università di Padova per frequentare i corsi di legge, ma preferì il divertimento allo studio. Nel memoriale che scrisse per l'Inquisizione che rappresenta la fonte maggiore della sua biografia, affermò di essere stato rimproverato, per questa sua condotta, da un calzolaio e, toccato da quelle parole, di aver deciso di condurre una vita veramente cristiana. Abbandonò gli studi, convinto che fosse meglio imparare un mestiere per guadagnarsi da vivere con le proprie mani, piuttosto che «litigar e contendere» con la professione di avvocato. Cacciato di casa dal padre, aderì a un circolo anabattista, si fece ribattezzare a Porcia, presso Pordenone, ed esercitò il mestiere di sarto.
Fu in Austria, in Slovacchia e in Moravia, aderendo alla Fratellanza hutterita di Pausram, presso Strachotín, perché quei cristiani «si affaticano a fuggir li vicii et peccati et conservarsi immacolati da questo secolo, mostrandosi grande amore uno verso l'altro, et se alcuno non cammina secondo la regola dell'Evangelio, ma è disordinato et carnale, non è sopportato troppo, perché con fraterne corretioni lo scomunicano; né però l'hanno in odio o li fanno male, ma lo ammoniscono come fratello». Si sposò con una certa Orsola dell'Engadina ed ebbero un figlio.
Nel 1559, in seguito alla morte del padre, tornò in Italia per occuparsi dell'eredità e far proselitismo, accompagnando i nuovi confratelli in Moravia: più volte gli capitò di fare questi viaggi dall'Italia in Moravia, in quel periodo considerata una sorta di terra promessa dai riformatori radicali. Il 27 agosto 1562, insieme con i compagni di fede Antonio Rizzetto, Nicola Buccella e altri anabattisti, stava imbarcandosi a Capodistria per Trieste per proseguire da qui per la Moravia, quando i tre furono fatti arrestare da un ex-anabattista, il bellinzonese Alessio Todeschi, che sosteneva di essere creditore verso di lui di una cospicua somma di denaro. Dai documenti sequestrati, il podestà di Capodistria si rese conto di avere a che fare con degli «eretici». Arrestato anche il Todeschi, furono tutti incarcerati a Venezia.
Al processo, presentò un memoriale, che intestò Lettera alli magnifici e clarissimi signori e iudici sopra le cose della fede e conscienza, nel quale afferma che occorre osservare i comandamenti ma la salvezza si ottiene per fede e non per le opere, che ci si deve confessare solo a Dio e che il battesimo deve essere riservato ai credenti. Ma la sua fede è essenzialmente pratica: l'importante è vivere secondo Cristo, senza curarsi «della sottilità, curiosità o misterii che non fanno bisogno né sono d'utilità a una vita bona e christiana [...] ancora che alcuno non solamente credesse tutti questi articoli, ma cento e mille volte di più [...] non per questo saria salvo [...] perché il regno di Dio non consiste in parole [...] Come il battesimo non giova se non a chi osserva i comandamenti di Dio, così ritengo che se alcuno credesse a Dio e facesse la volontà sua saria salvo se anche non venisse al battesimo».
Nel gennaio 1563 il della Sega riuscì a far pervenire in Moravia una lettera che, perduta nell'originale italiano, è conservata nella sua traduzione tedesca. La lettera intende essere un addio e insieme una testimonianza della dottrina che lo anima: scrive che Cristo siede in cielo alla destra «della forza e dell'onnipotenza del Padre suo fino al tempo della restituzione di tutte le cose, quando l'unico Dio avrà messo sotto i piedi tutti i suoi nemici e l'ultimo nemico, la morte, sarà vinto. Perché egli, il Cristo Signore, deve regnare sino a questo tempo e poi riconsegnare il regno a Dio Padre, insieme con i suoi membri e fratelli, ed egli stesso sarà sottoposto all'Onnipotente, affinché vi sia un solo Dio nell'eternità, tutto in tutti». Dallo scritto si nota quanto importante sia l'influsso dell'antitrinitarismo, tipico dell'anabattismo italiano.
Mentre il Buccella, abiurando, aveva salva la vita, il Rizzetto rimase invece «ostinato» fino all'ultimo così che, condannato a morte, l'8 febbraio 1565 il tribunale lo fece affogare nelle acque della laguna di Venezia. Quanto al Della Sega, già il 18 luglio 1564 aveva cercato di salvare la vita chiedendo agli inquisitori l'applicazione del recente decreto, emanato il 7 aprile dal Consiglio veneziano, che prevedeva l'espulsione dallo Stato veneto degli eretici. Gli inquisitori non mollarono però la presa, contando di ottenere la sua abiura che egli tuttavia rifiutò. Condannato a morte con il Rizzetto l'8 febbraio 1565, la pena gli fu sospesa quando egli sembrò pronto ad abiurare, ma ci ripensò, e così la notte del 26 febbraio fu affogato nella laguna.